# Eilema transducta
Eilema transducta är en fjärilsart som beskrevs av De Joan 1930. Eilema transducta ingår i släktet Eilema och familjen björnspinnare. Inga underarter finns listade i Catalogue of Life.